# هوغو ريمان
هوغو ريمان (بالألمانية: Hugo Riemann )‏ (و. 1849 – 1919 م) هو موزع (موسيقى)، وملحن، وعالم موسيقى، وكاتب، ومنظر موسيقى، ومعلم موسيقى، وأستاذ جامعي، وعازف بيانو ألماني، ولد في زوندرسهاوزن، توفي في لايبزيغ، عن عمر يناهز 70 عاماً.

## التعليم
تعلم في جامعة الموسيقى والمسرح في لايبزيغ ‏.

## روابط خارجية
- هوغو ريمان على موقع الموسوعة البريطانية (الإنجليزية)
- هوغو ريمان على موقع ميوزك برينز (الإنجليزية)